# Haus Lange et Haus Esters
Les Haus Lange et Haus Esters sont deux pavillons résidentiels dessinés par Ludwig Mies van der Rohe en 1927. Ils sont situés dans la Wilhelmshofallee à Krefeld, en Allemagne.

## Histoire
À la fin des années 1920, Josef Esters et Hermann Lange, tous deux fabricants de soie à Krefeld, confient la conception de deux maisons attenantes à l'architecte Ludwig Mies van der Rohe. De style Bauhaus, elles sont construites entre 1928 et 1930. Elles ne sont pas identiques, mais très semblables par leur aspect géométrique et l'utilisation de la brique recuite comme matériau de construction. Fermées côté rue, toutes deux présentent des hautes fenêtres qui ouvrent sur un jardin paysager. Les jardins alternent surfaces engazonnées, chemins de passage et parterres selon des principes géométriques qui évoquent la continuité des espaces intérieurs et extérieurs.
En 1955, l'héritier de la Haus Lange décide d'y présenter les collections de son père et d'y organiser des expositions d'art contemporain avant d'en faire don à la Ville de Krefeld en 1968. Dix ans plus tard, en 1978, la Haus Esters est à son tour vendue à la Ville de Krefeld. Transformées en musées d'art contemporain, les deux maisons forment depuis lors, avec le Kaiser Wilhelm Museum, l'ensemble des Kunstmuseen Krefeld (musées d'art de Krefeld). Elles ne sont ouvertes au public qu'à l'occasion d'expositions.